# Soledade (tiểu vùng)
Soledade là một tiểu vùng thuộc bang Rio Grande do Sul, Brasil. Tiều vùng này có diện tích 3718 km², dân số năm 2007 là 73062 người.